# Cuissy-et-Geny
 Cuissy-et-Geny  là một xã ở tỉnh Aisne, vùng Hauts-de-France thuộc miền bắc nước Pháp.